# Hermanitos de Jesús
El Instituto Pequeños Hermanos de Jesús (oficialmente en latín: Institutum Parvolorum Fratrum Iesu y cooficialmente en francés: Petits Frères de Jésus) es una congregación laical católica masculina de derecho pontificio, fundada por René Voillaume, en El Abiodh Sidi Cheikh, en 1933, inspirado por el estilo de vida de Carlos de Foucauld en el desierto de Argelia. A los religiosos de este instituto se les conoce como Hermanitos de Jesús o también como Hermanos de Jesús, en algunas partes les llaman Hermanos de Carlos de Foucauld, y posponen a sus nombres las siglas P.F.I. o P.F.J.

## Historia

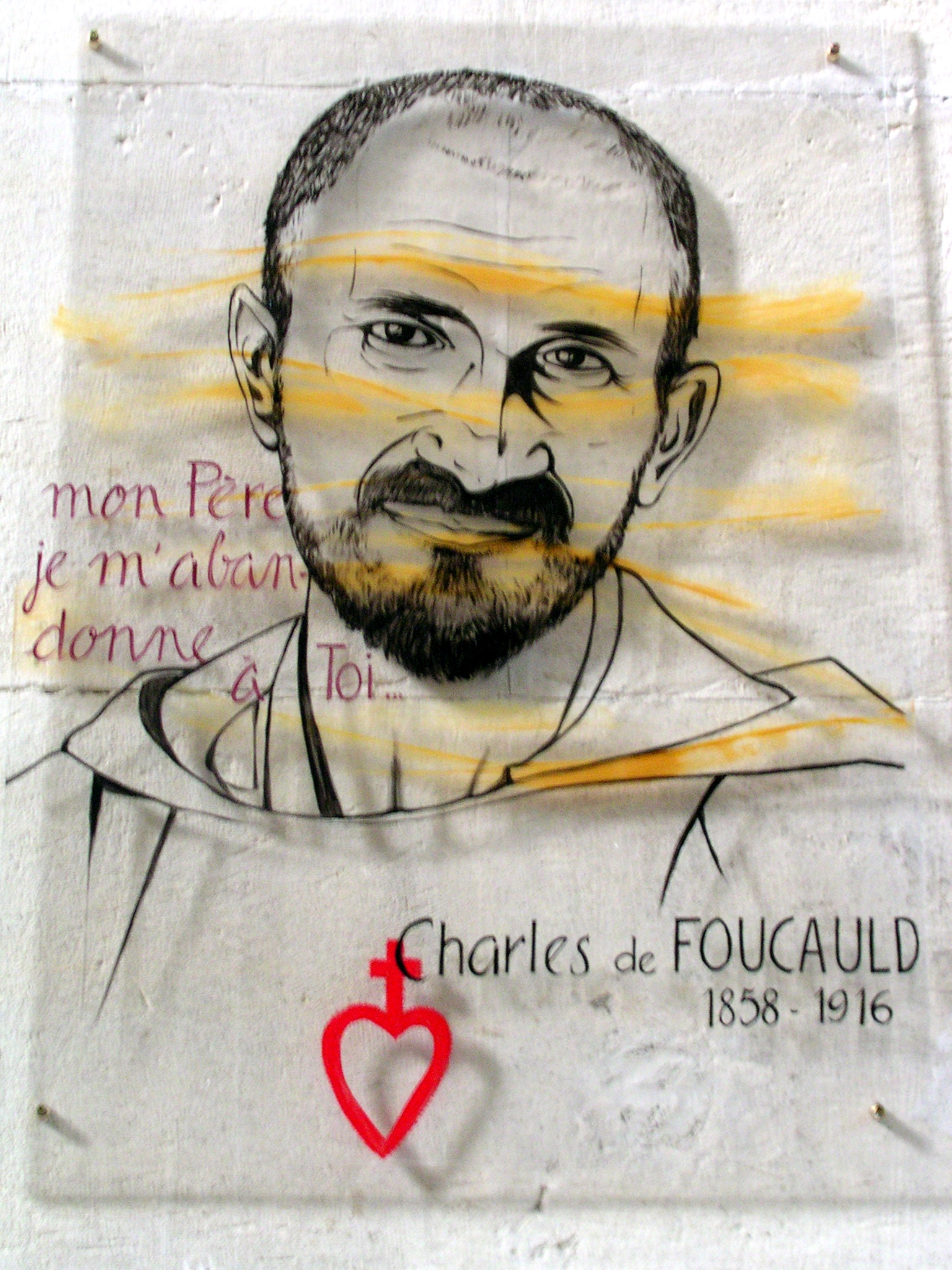
Carlos de Foucauld (1858-1916), inspirador de la congregación. El corazón con la cruz rojo es el símbolo de la congregación.

La congregación de los Hermanitos de Jesús dio inicio con la profesión religiosa de seis jóvenes franceses, entre los que se encontraba el fundador René Voillaume, el 8 de septiembre de 1933 en la basílica del Sagrado Corazón de Montmartre en París, con la aprobación del cardenal Jean Verdier. Los religiosos se habían inspirado en la obra de Carlos de Foucauld, que había vivido en el desierto de Argelia atendiendo a los musulmanes en el total abandono de Cristo, sin pretensiones de proselitismo religioso, más que el ejemplo del Evangelio con su propio testimonio de vida.
La primera casa del instituto se fundó en El Abiodh Sidi Cheikh (Argelia), según el modelo de Foucauld, que prescribía la clausura y la adoración eucarística. Luego fundaron otras pequeñas comunidades en otras poblaciones del Sahara, constituyéndose en un instituto de derecho diocesano con la aprobación de Gustave Nouet, prefecto apostólico de Ghardaïa en 1936.
El 13 de junio de 1938 recibieron la aprobación pontificia de parte del papa Pío XI.

## Organización
Los Hermanitos de Jesús se dedican a la vida contemplativa y a la adoración eucarística. Forman pequeñas comunidades de hermanos que viven en medio de poblaciones marginadas o en lugares donde los cristianos son minoría, especialmente en países musulmanes. En 2015, eran unos 208 religiosos y poseían unas 71 comunidades. Sus casas son sencillas, normalmente un apartamento y sus hábitos son blancos o grises y en el pecho llevan un corazón con una cruz encima de color rojo.
El gobierno de la congregación es centralizado; tienen como cabeza al superior general, llamado Prior general. En la actualidad el cargo lo ostenta el religioso Hervé Janson. La administración se divide en regiones y la entidad más pequeña es la casa o desierto. Los Hermanitos de Jesús están presentes en Alemania, Argelia, Argentina, Austria, Bélgica, Brasil, Camerún, Canadá, Chile, Colombia, Corea del Sur, Croacia, Cuba, Egipto, España, Estados Unidos, Francia, Hungría, India, Italia, Japón, Líbano, México, Nicaragua, Nigeria, Paraguay, Filipinas, Polonia, Portugal, Reino Unido, Siria, Suiza, Tanzania y Turquía. La casa general se encuentra en Bruselas.